# Cymbidium finlaysonianum
Cymbidium finlaysonianum је врста орхидеја из рода Cymbidium и породице Orchidaceae. Природно станиште је од Индо-Кине до Малезије. Нису наведене подврсте у бази Catalogue of Life.